# Robert Höltje
Robert Höltje (* 6. Februar 1901 in Wiegersdorf; † 1945) war ein deutscher Chemiker und Professor an der Bergakademie Freiberg.
Höltje studierte 1920–1925 Chemie an der TH Hannover bis zum Diplom und schloss 1927 die Promotion zum Dr.-Ing. an. 
1926–1933 war er Assistent am Chemischen Laboratorium der Bergakademie Freiberg, 1930 habilitierte er sich. 1933–1934 wurde er an die TH Danzig als außerordentlicher Professor berufen. Höltje trat zum 1. April 1933 der NSDAP bei (Mitgliedsnummer 1.738.216) und setzte ihre Politik durch. Im November 1933 unterzeichnete er das Bekenntnis der deutschen Professoren zu Adolf Hitler. 1934 bis 1945 lehrte er als Professor für Anorganische Chemie und Institutsdirektor an der Bergakademie Freiberg, deren Rektor er von 1937 bis 1939 war. 
Er beging zum Ende des Zweiten Weltkrieges Selbstmord.

## Schriften
- Beiträge zur mikrochemischen Maßanalyse, 1927 (= Dissertation)
- Über die Einwirkung von Phosphorwasserstoff auf Halogenide, 1930 (= Habilitationsschrift)
- Clemens Winkler und das periodische System der Elemente, 1940